# كوفبيك
الشركة الكويتية للاستكشافات البترولية الخارجية (كوفبيك) هي إحدى الشركات التابعة لمؤسسة البترول الكويتية تقوم بعمليات استكشاف وإنتاج النفط خارج الكويت.

## تاريخ
تأسست الشركة عام 1981 لحاجة المؤسسة إلى شركة متخصصة لإدارة عملياتها الخارجية والتي كانت تشمل على 50% من حصص حوض ويليستون في مونتانا ونورث داكوتا في الولايات المتحدة إلى جانب 45% من الممتلكات في المغرب وهي حمام وميلولو وليبين ومدا والدردار مع الشركة المشغلة «الف أكيتين». كما كانت المؤسسة تمتلك 21.25% من المؤسسة الدولية لتنمية الطاقة. كما كانت المؤسسة بصدد الحصول على 25% من حقل صيوان العماني مع كل من المؤسسة الدولية لتنمية الطاقة وشركة سوميتومو وشركة ألف اكيتين كشركة مشغلة. ومنذ ذلك الحين أخذت الشركة بالتوسع لتشمل عملياتها في عدد من دول العالم كباكستان واليمن وأندونيسيا والصين وتونس ومصر.

## مناطق عمل الشركة
تقوم الشركة بعمليات التنقيب والإنتاج في حقول النفط والغاز الطبيعي في عدد من الدول يمكن تقسيمها إلى أربع مناطق رئيسية وهي: أفريقيا والشرق الأوسط وجنوب شرق آسيا والشرق الأقصى وأستراليا.

### أفريقيا

#### الجزائر
- بدأ التنقيب في القطاع 406 في عام 2002 وبدأت المرحلة الثانية من المشروع عام 2004

#### مصر
- بدأت الشركة عملياتها في مصر عام 1985 في حقل أمل في خليج السويس.
- في عامي 2002 و2003 تم اكتشاف عدد من حقول الغاز في رأس كنايس ودلتا نهر النيل. كما بدأت الشركة في المرحلة الثالثة من الاستكشاق قي القطاع 2 في البحر الأحمر

| منطقة الإمتياز                        | الشركة القائمة بالعمليات      | الشركة الموقعة للإتفاقية | التشريعات المنظمة       | التشريعات المنظمة                                                                                      | ملاحظات                                                    |
| منطقة الإمتياز                        | الشركة القائمة بالعمليات      | الشركة الموقعة للإتفاقية | القانون                 | التعديلات أو القوانين التي حلت محله                                                                    | ملاحظات                                                    |
| ------------------------------------- | ----------------------------- | ------------------------ | ----------------------- | --- | ---------------------------------------------------------- |
| شمال رأس كنايس البحرية بالبحر المتوسط |                               | كوفبيك إيجيبت ليمتد      | قانون رقم 162 لسنة 2020 | | حصة غير حاكمة بالإشتراك مع: - توتال - بي جي - ثروة للبترول |
| تينة البحرية بالبحر المتوسط           |                               | كوفبيك إيجيبت ليمتد      | قانون رقم 20 لسنة 2004  | | حصة غير حاكمة بالإشتراك مع إيوك                            |
| شمال البردويل بالبحر المتوسط          | بتروبردويل تديرها شركة بتروبل | كوفبيك إيجيبت ليمتد      | قانون رقم 10 لسنة 1999  | - قانون رقم 169 لسنة 2005 - قانون رقم 189 لسنة 2008                                                    | حصة غير حاكمة بالإشتراك مع إيوك                            |
| رأس كنايس بالصحراء الغربية            |                               | كوفبيك إيجيبت ليمتد      | قانون رقم 15 لسنة 1989  | |                                                            |
| - جيسوم - غرب طويلة بخليج السويس      | بتروجلف مصر                   | كوفبيك إيجيبت ليمتد      | قانون رقم 59 لسنة 1974  | - قانون رقم 152 لسنة 1981 - قانون رقم 93 لسنة 2007 - قانون رقم 103 لسنة 2013 - قانون رقم 180 لسنة 2023 | حصة غير حاكمة بالإشترك مع كايرون                           |

#### السودان
- بدأ العمل في القطاع ب في جنوب السودان عام 1985، وفي عام 2004 تم تمديد عقد الإنتاج والاستكشاف في نفس القطاع

#### تونس
- بدأ الإنتاج من حقل سيدي الكيلاني البري في عام 1991، وفي نفس العام بدأت عمليات التنقيب في منطقة شمال القيروان. وتم التجديد للعمليات في عامي 2000 و2003.

#### الكونغو
- بدأ الإنتاج في حقل يومبو في الكونغو عام 1991.

### الشرق الأوسط

#### قطر
- تقوم الشركة بعمليات التنقيب في القطاع 13 البحري منذ عام 2004.

#### باكستان
- تم اكتشاف الغاز في حقل كادنواري في باكستان عام 1989، وبدأ الإنتاج فيه عام 1994.
- في عام 1998 تم العثور على الغاز الطبيعي في حقل زامزما، وتمت الموافقة على تطوير القدرة الإنتاجية للحقل في عام 2006 لتبلغ 450 مليون قدم مربع يومياً من الغاز.
- شاركت شركة شل في عمليات التنقيب والإنتاج في حقل القطاع E في بحر العرب.
- القيام بتطوير حقل بهيت للغاز عام 2007 لتبلغ القدرة الإنتاجية 300 مليون قدم مربع يومياً من الغاز.

#### اليمن
- الحصول على حقوق التنقيب والإنتاج في حقول شرق شبوة في عام 1987.
- الحصول على حقوق التنقيب والإنتاج في حقول جناه في عام 1990، واكتشاف الغاز فيه عام 1991.
- تم اكتشاف النفط الخام في حقل خرير عام 1992، وفي حقل ذهب عام 1993.
- تم اكتشاف عدد من الحقول النفطية في الأعوام 1995 و1996 و1998 في الحقول جناه وشبوة.
- قامت الشركة بالمساهمة في عمليات التنقيب في القطاع 15 البحري عند مدينة المكلا عام 2001.
- حصلت الشركة على حقوق التنقيب في القطاعات 7 و74 في عام 2005 والإنتاج في القطاع 10 في عام 2006.

#### سوريا
- حصلت الشركة على حقوق التنقيب في القطاع 17 عام 2005.

### جنوب شرق آسيا

#### ماليزيا
- اكتشاف النفط والغاز في حقل SB 302 وBELUD south-1 عام 2004 والسلطات الماليزية تعطي الموافقة لإنشاء مراكز التخزين والإنتاج للحقل في عام 2006.

#### أندونيسا
- بدأ الإنتاج من حقول أنوا عام 1990.
- بدأ الإنتاج من حقول كمار عام 1991.
- اكتشاف النفط في جزيرة سيرام عام 1994
- الدخول في عمليات مشتركة في حقول جاوة عام 2004 وسولاوسي عام 2006

### الشرق الأقصى وأستراليا

#### أستراليا
- تحصل الشركة على حصة من إنتاج حقل هاريت النفطي عام 1988.
- اكتشاف النفط والغاز في حقل ونيتش عام 1995.
- اكتشاف النفط في حقول القطاعات البحرية Amulet-1 وWA-8-L عام 2006. وفي نفس العام تم اكتشاف عدد من حقول النفط والغاز في حقل هاريت.

#### الفليبين
- تقوم الشركة بعمليات التنقيب في القطاعات SC-46 وSC-60 ابتدادً من عام 2005.
- تقوم الشركة وبالتعاون مع شركة شل بالتنقيب البحري في القطاع SC-60 منذ عام 2006

#### الصين
- قامت الشركة بتوقيع عقد إنتاج الغاز من حقل ياجينغ عام 1992، وبدأ الإنتاج عام 1996.